# Premio Nonino
Il Premio Nonino è un riconoscimento in ambito culturale, letterario ed enogastronomico, che ha come scopo dichiarato "la valorizzazione della civiltà contadina". Dalla sua istituzione, nel 1975, è organizzato e gestito dalla famiglia Nonino, a Percoto, nel comune di Pavia di Udine.

## Storia
Il Premio nasce nel 1975 per iniziativa della famiglia Nonino, distillatori da antica data, con la denominazione "Premio Nonino Risit d'Âur" (in friulano: barbatella d'oro) con l'intenzione di salvare dall'oblio una serie di vitigni autoctoni in via d'estinzione, ed era quindi originariamente destinato a chi si fosse reso partecipe alla loro salvaguardia. Nel 1977 la famiglia Nonino decise di estendere il premio all'ambito culturale, istituendo un riconoscimento per chi in ambito nazionale si fosse distinto nel valorizzare la civiltà contadina, prevedendo inizialmente una sezione culturale ed una giornalistica, e puntando fin dall'inizio su un alto profilo di qualità, come mostra la composizione della giuria della prima edizione, che riunì Elio Bartolini, Gianni Brera, Morando Morandini, Giulio Nascimbeni, Padre David Maria Turoldo e Luigi Veronelli, con Mario Soldati a presiedere.
Nel 1984 la sezione letteraria cambiò struttura, aggiungendo la sezione internazionale, con un premio rivolto ad un autore straniero, le cui opere vengano pubblicate anche in Italia.
Nel 1988 venne creato il trofeo attuale, opera di Bruno Munari.
Nel 1994 venne aggiunta la sezione "maestro del nostro tempo".
Dal 1997 la sezione "autore italiano" diventa "a un maestro italiano del nostro tempo", estendendolo al di fuori dell'ambito puramente letterario.
Dal 2006 scompare la sezione "a un maestro italiano del nostro tempo", sostituito dalla dizione generica premio Nonino, accentuando così il respiro internazionale del premio.
Nel tempo la sezione "Risit d'Âur" ha ampliato il suo campo d'azione andando oltre il puro ambito di promozione della viticultura locale, estendendosi su tutti gli ambiti dell'enogastronomia tradizionale, ed in alcune edizioni arrivando a comprendere anche manifestazioni della cultura rurale di diverso genere.
Il premio ha anticipato per sei volte l'assegnazione del Nobel.

## Albo dei vincitori
1976
- Nonino "Risit d'Âur": Dina e Paolo Rapuzzi, Guido Poggi e Angelo Nassig

1978
- Nonino Letteratura: Fulvio Molinari per il documentario televisivo Due che sono restati, Sergio Maldini per l'articolo La vita semplice
- Nonino "Risit d'Âur": Angelo Costacurta, Stefano Zuttioni

1979
- Nonino Letteratura: Ermanno Olmi per il film L'albero degli zoccoli, Dino Coltro per Paese perduto, Ulderico Bernardi per gli articoli apparsi sul Corriere della Sera
- Nonino "Risit d'Âur": Maria Rieppi

1980
- Nonino Letteratura: Giuseppe Lisi per Il Regolo, Enzo Golino per gli articoli apparsi sul Corriere della Sera.
- Nonino "Risit d'Âur": Girolamo Dorigo

1981
- Nonino Letteratura: Gina Marpillero per Essere di paese, Davide Lajolo per gli articoli apparsi sul Corriere della Sera
- Nonino "Risit d'Âur": Comune di Prepotto

1982
- Nonino Letteratura: Mario Rigoni Stern per Uomini Boschi e Api, Tullio Kezich per La civiltà contadina in mezzo secolo di cinema italiano
- Nonino "Risit d'Âur": Paolino Marinig

1983
- Nonino Letteratura: Leonardo Sciascia per Kermesse
- Premio speciale:  Andreina Nicoloso Ciceri per Tradizioni popolari in Friuli
- Nonino "Risit d'Âur": az. agr. Abbazia di Rosazzo

1984
- Internazionale Nonino: Jorge Amado
- Nonino "autore italiano": Piero Camporesi
- Nonino "Risit d'Âur": Felice Bassani

1985
- Internazionale Nonino: Léopold Sédar Senghor
- Nonino "autore italiano": Giorgio Bocca per Italia anno uno
- Nonino "Risit d'Âur": Ass. Reg.moltiplicatori materiale della vite del Friuli Venezia Giulia (Vivaisti) e Vivai Cooperativi di Rauscedo.

1986
- Internazionale Nonino: Claude Lévi-Strauss
- Nonino "autore italiano": Nuto Revelli per L'Anello forte
- Premio speciale:  Nico Naldini per Nei campi del Friuli
- Nonino "Risit d'Âur": Amministrazione Provinciale di Pordenone

1987
- Internazionale Nonino: Henry Roth per Chiamalo sonno
- Nonino "autore italiano": Tonino Guerra per Il miele
- Premio speciale:  Folco Portinari per Il piacere della gola
- Nonino "Risit d'Âur": Facoltà di Scienze Agrarie dell'Università degli Studi di Udine.
- Premio Nonino Speciale "Risit d'Âur":  Gianni Cosetti.

1988
- Internazionale Nonino: Aron Gurevic per Contadini e Santi
- Nonino "autore italiano": Amedeo Giacomini per Presumut unviar
- Premio speciale: Rigoberta Menchù
- Nonino "Risit d'Âur": Mario Schioppetto

1989
- Internazionale Nonino: Jacques Brosse per L'ordine delle cose e Storie e leggende degli alberi
- Nonino "autore italiano": Carlo Sgorlon
- Nonino "Risit d'Âur": Francesco Gravner

1990
- Nonino "Maestro del nostro tempo": Norbert Elias
- Internazionale Nonino: Érik Orsenna per L'esposizione coloniale
- Nonino "autore italiano": Franco Loi per Liber
- Nonino "Risit d'Âur": Isi Benini

1991
- Nonino "Maestro del nostro tempo": Peter Brook
- Internazionale Nonino: Álvaro Mutis per La neve dell'ammiraglio
- Nonino "autore italiano": Domenico Rea per Crescendo napoletano
- Nonino "Risit d'Âur": Giovanni Battista Toppani

1992
- Nonino "Maestro del nostro tempo": Emmanuel Le Roy Ladurie
- Internazionale Nonino: Zhong Acheng per Il re dei bambini, Il re degli scacchi, Il re degli alberi e Vite minime
- Nonino "autore italiano": Luigi Meneghello per Maredè, maredè...
- Nonino "Risit d'Âur": Consorzio per la tutela del Ramandolo

1993
- Nonino "Maestro del nostro tempo": Hans Jonas
- Internazionale Nonino: V. S. Naipaul per India: un milione di rivolte
- Nonino "autore italiano": Tullio De Mauro per L'Italia delle Italie
- Nonino "Risit d'Âur": Giorgio Trentin

1994
- Nonino "Maestro del nostro tempo": Jerzy Grotowski
- Internazionale Nonino: Chinua Achebe per la trilogia Dove batte la pioggia
- Premio speciale: Julio Llamazares per La pioggia gialla
- Nonino "autore italiano": Alfonso di Nola
- Nonino "Risit d'Âur": Cantina La Delizia di Casarsa

1995
- Nonino "Maestro del nostro tempo": Raymond Klibansky
- Internazionale Nonino: Jaan Kross per Il pazzo dello zar
- Nonino "autore italiano": Andrea Zanzotto
- Nonino "Risit d'Âur": Coro polifonico di Ruda

1996
- Nonino "Maestro del nostro tempo": James Lovelock
- Internazionale Nonino: Edward W. Said per Dire la verità
- Nonino "autore italiano": Gian Luigi Beccaria per I nomi del mondo
- Nonino "Risit d'Âur": Furio Bianco

1997
- Nonino "Maestro del nostro tempo": Leszek Kołakowski
- Internazionale Nonino: Yasar Kemal, opera omnia
- Nonino "Maestro italiano del nostro tempo": Luigi Luca Cavalli-Sforza per Geni, popoli e lingue
- Nonino "Risit d'Âur": Alfonso Alessandrini

1998
- Nonino "Maestro del nostro tempo": René Girard
- Internazionale Nonino: Amin Maalouf per Gli scali del levante
- Nonino "Maestro italiano del nostro tempo": Fosco Maraini
- Nonino "Risit d'Âur": Rino Lestuzzi e Lino Turello

1999
- Nonino "Maestro del nostro tempo": Jorge Semprún
- Internazionale Nonino: Adonis per Memorie del vento
- Nonino "Maestro italiano del nostro tempo": Claudio Abbado
- Nonino "Risit d'Âur": pane di Altamura

2000
- Nonino "Maestro del nostro tempo": Edward O. Wilson
- Internazionale Nonino: Hugo Claus per La sofferenza del Belgio
- Nonino "Maestro italiano del nostro tempo": Emmanuel Anati
- Nonino "Risit d'Âur": Donne del Vino friulane

2001
- Nonino "Maestro del nostro tempo": Raimon Panikkar
- Internazionale Nonino: Ngugi wa Thiong'o
- Nonino "Maestro italiano del nostro tempo": Suso Cecchi D'Amico
- Nonino "Risit d'Âur": all'olio purissimo di frantoio

2002
- Nonino "Maestro del nostro tempo": Tzvetan Todorov
- Internazionale Nonino: Norman Manea
- Nonino "Maestro italiano del nostro tempo": Progetto Educativo per l'Infanzia di Reggio Emilia
- Nonino "Risit d'Âur": il torrone italiano, il nocciolato di Giovanni Verdese Porta detto "Canelin"

2003
- Nonino "Maestro del nostro tempo": Antonio R. Damasio
- Internazionale Nonino: John Banville
- Nonino "Maestro italiano del nostro tempo": Emilio Vedova
- Nonino "Risit d'Âur": al “Grappolo di Picolit”

2004
- Nonino "Maestro del nostro tempo": Edgar Morin
- Internazionale Nonino: Tomas Tranströmer
- Nonino "Maestro italiano del nostro tempo": Marcello Cini
- Nonino "Risit d'Âur": al “pomodoro ancestrale” simbolicamente rappresentato dal Pomodoro di Marianna Cavallo

2005
- Nonino "Maestro del nostro tempo": Mahasweta Devi
- Internazionale Nonino: Mo Yan
- Nonino "Maestro italiano del nostro tempo": Giorgio Parisi
- Nonino "Risit d'Âur": “alla salvaguardia dei Prati Stabili del Friuli in via di estinzione”, simbolicamente a Silvia Assolari ed Elisa Tomat, ricercatrici presso il Dipartimento di Scienze Agrarie e Ambientali dell'Università di Udine

2006
- Nonino "Maestro del nostro tempo": Madri di Plaza de Mayo
- Internazionale Nonino: Jakuchō Setouchi
- Nonino: Giovanna Marini
- Nonino "Risit d'Âur": Gavino Ledda

2007
- Nonino "Maestro del nostro tempo": Yves Coppens
- Internazionale Nonino: Harry Mulisch
- Nonino: Ousmane Sembène
- Nonino "Risit d'Âur": Carlo Petrini

2008
- Nonino "Maestro del nostro tempo": Leila Shahid
- Internazionale Nonino: William Trevor
- Nonino: La Maison des journalistes
- Nonino "Risit d'Âur": Nguyên Huy Thiêp

2009
- Nonino "Maestro del nostro tempo": Hugh Thomas
- Internazionale Nonino: Chimamanda Ngozi Adichie
- Nonino: Silvia Pérez-Vitoria
- Nonino "Risit d'Âur": ai Malgari di Carnia

2010
- Nonino "Maestro del nostro tempo": Serge Moscovici
- Internazionale Nonino: Siegfried Lenz
- Nonino: Jean Jouzel
- Nonino "Risit d'Âur": Coro “Manos Blancas” del Venezuela

2011
- Nonino "Maestro del nostro tempo": Renzo Piano
- Internazionale Nonino: Javier Marías
- Nonino: Irenäus Eibl-Eibesfeldt
- Nonino "Risit d'Âur": Frances Moore Lappé

2012
- Nonino "Maestro del nostro tempo": Michael Burleigh
- Internazionale Nonino: Yang Lian
- Nonino: Hans Küng
- Nonino "Risit d'Âur": ai Contadini degli Orti di Gorizia che da oltre centocinquant'anni si tramandano gelosamente i preziosi semi della “Rosa di Gorizia”

2013
- Nonino "Maestro del nostro tempo": Peter Higgs
- Internazionale Nonino: Jorie Graham
- Nonino: Fabiola Gianotti
- Nonino "Risit d'Âur": Michael Pollan
- Nonino speciale "Risit d'Âur": Annie Féolde, Gualtiero Marchesi, Ezio Santin

2014
- Nonino "Maestro del nostro tempo": Michel Serres
- Internazionale Nonino: António Lobo Antunes
- Nonino: Giuseppe Dell'Acqua
- Nonino "Risit d'Âur": Suad Amiry

2015
- Nonino "Maestro del nostro tempo": Martha C. Nussbaum
- Internazionale Nonino: Yves Bonnefoy
- Nonino: Ariane Mnouchkine
- Nonino "Risit d'Âur": Roberto De Simone

2016
- Nonino "Maestro del nostro tempo": Alain Touraine
- Internazionale Nonino: Lars Gustafsson
- Nonino: Nati per leggere
- Nonino "Risit d'Âur": preparatori d'uva Simonit & Sirch

2017
- Nonino "Maestro del nostro tempo": John Gray
- Internazionale Nonino: Pierre Michon
- Nonino: Cyprian Broodbank
- Nonino "Risit d'Âur": Isabella Dalla Ragione

2018
- Nonino "Maestro del nostro tempo": Giorgio Agamben
- Internazionale Nonino: Ismail Kadaré
- Nonino "Risit d'Âur": gruppo internazionale "P(our)"

2019
- Nonino "Maestro del nostro tempo": Anne Applebaum
- Internazionale Nonino: Juan Octavio Prenz
- Nonino "Risit d'Âur": Damijan Podversic e alla Ribolla gialla

2020 - 2021: Non assegnato
2022
- Nonino "Maestro del nostro tempo": Nancy Fraser e Mauro Ceruti
- Internazionale Nonino: David Almond
- Nonino "Risit d'Âur": Affido Culturale

2023: Non assegnato
2024
- Nonino: Rony Brauman
- Nonino "Maestro del nostro tempo": Naomi Oreskes
- Internazionale Nonino: Alberto Manguel
- Nonino "Risit d'Âur": Angelo Floramo e Cooperativa INSIEME ‘Frutti di Pace’

2025
- Nonino: Dominique de Villepin
- Nonino "Maestra del nostro tempo": Germaine Acogny
- Internazionale Nonino: Michael Krüger
- Nonino "Risit d'Âur": Ben Little